# Крупье

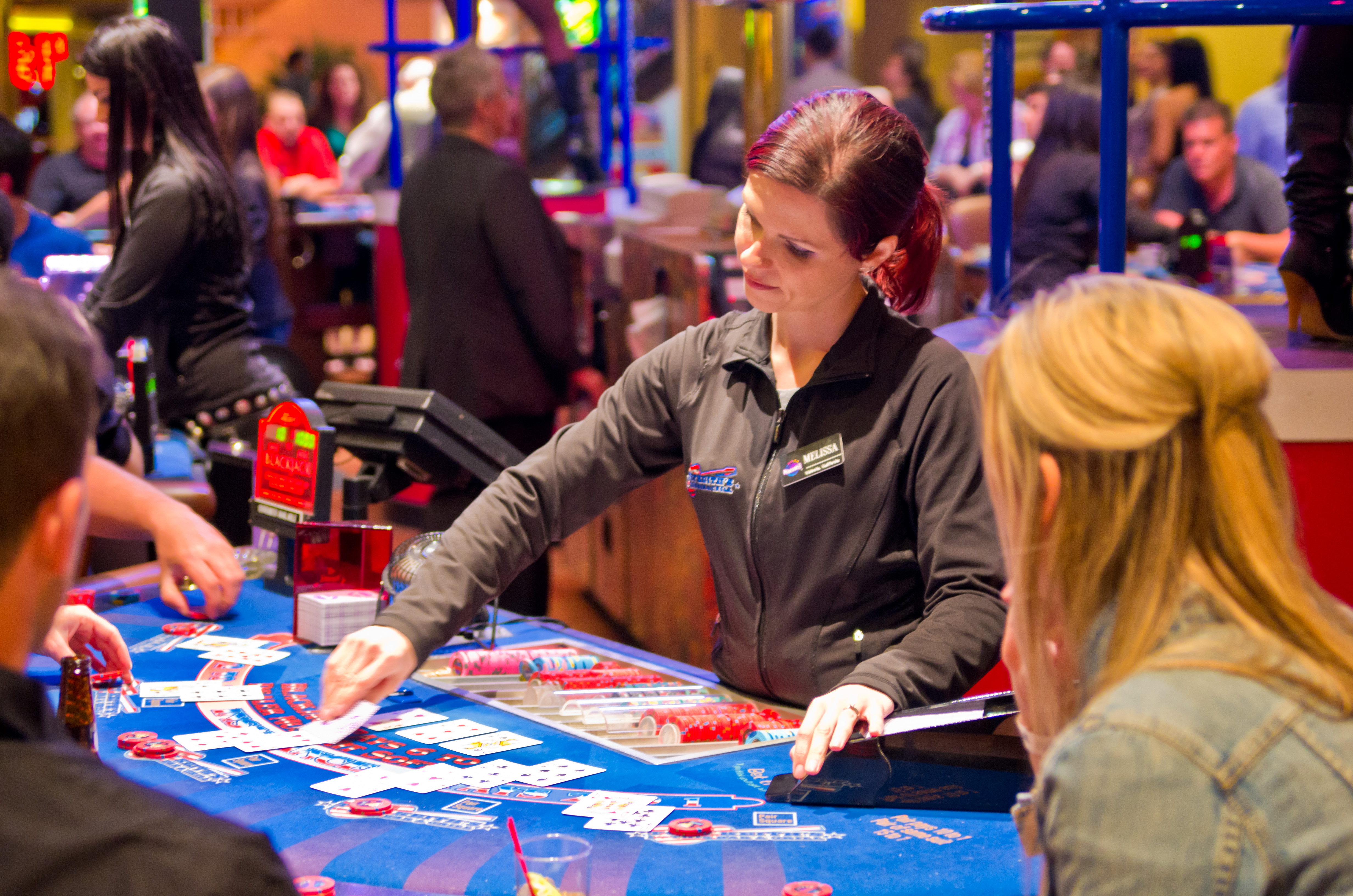
Крупье в Лас-Вегасе (2011 год)

Крупье́ (фр. croupier) — банкомёт в игорном доме, ведёт игру, выдаёт участникам их выигрыши и забирает проигранные ставки. Крупье обычно работают в казино.

## Происхождение слова
Первоначально «крупье» означал того, кто стоял за игроком с дополнительными резервами наличных денег, чтобы поддержать его во время игровой сессии. Слово произошло от крупа (зад лошади) и было по аналогии с тем, кто ехал сзади верхом. Позже оно стало относиться к тому, кто собирал деньги с игорного стола.
3 основных вида деятельности персонала игорного заведения:
- Чипер (от англ. chip — фишка) — работник, который во время работы группирует фишки по цвету или номиналу на рулетках и разбирает колоды карт для карточных игр по мастям и старшинству.
- Дилер (от англ. deal — сделка) — работник, который ведёт игру за столом в таких играх, как покер, рулетка, крэпс, блек-джек, баккара и т. д. Также дилер обязан поддерживать разговор с клиентом, объяснять правила игры, следить за выполнением правил клиентами.
- Инспектор — работник, который обязан следить за всеми действиями дилера, чипера, клиента. Инспектор обязан помогать клиентам и дилеру в случае ошибки за столом, следить за выполнением всех правил казино, выявлять факты мошенничества (как со стороны казино, так и со стороны клиентов), поддерживать разговор и доброжелательную атмосферу за столом, передавать информацию о всех нарушениях, внештатных ситуациях, специфики игры клиента, его пожеланиях и предпочтениях старшим на смене и инспекторам, сменяющим его за игровым столом.

В течение рабочей смены крупье может выполнять все эти функции поочерёдно или работать на одной должности всю смену. Это зависит от внутреннего распорядка заведения, опыта и категории сотрудника. Например, отработав дилером за одним столом, работник может быть направлен в качестве инспектора за другой стол, а после — чипером за следующий игровой стол и т. п.